# Dianne M. Pinderhughes
Dianne M. Pinderhughes (* 1947 in Washington, D.C.) ist eine US-amerikanische Politikwissenschaftlerin und Professorin an der University of Notre Dame (Politikwissenschaft und Africana studies). Sie ist durch ihre Forschung über die Ungleichheit zwischen verschiedenen Ethnien bekannt. 2007/08 amtierte sie als Präsidentin der American Political Science Association (APSA). Seit 2019 ist sie Mitglied der American Academy of Arts and Sciences. Ab 2021 ist sie Präsidentin der International Political Science Association (IPSA).
Pinderhughes machte ihren Bachelor-Abschluss in Politikwissenschaft am Albertus Magnus College in New Haven (Connecticut) und das Master-Examen 1973 an der University of Chicago, wo sie 1977 zur Ph.D. promoviert wurde. Nach einer Station als Assistant Professor (Dartmouth College) wurde sie 1987 Associate Professor an der University of Illinois at Urbana-Champaign und dort 1991 Professorin. 2006 wechselte sie an die University of Notre Dame.

## Schriften (Auswahl)
- Mit Todd Shaw und anderen: Uneven roads. An introduction to U.S. racial and ethnic politics. 2. Auflage,  CQ Press, An Imprint of SAGE Publications Inc., Thousand Oaks 2019, ISBN 978-1-5063-7176-4.
- Race and ethnicity in Chicago politics. A reexamination of pluralist theory. University of Illinois Press, Urbana 1987, ISBN 0-252-01294-1.